# Indonesia en los Juegos Mundiales de Breslavia 2017
Indonesia fue uno de los 102 países que participaron en los Juegos Mundiales de 2017 celebrados en Breslavia, Polonia.
Indonesia acudió a los juegos con un único atleta, y no ganó ninguna medalla.

## Escalada
| Varonil      |           |      |   |      |    |           |           |           |
| Ashari Fajri | Velocidad | 6.66 | 7 | 6.55 | 10 | eliminado | eliminado | eliminado |

- Datos: Q41791599